# Barney Clark
Barney Clark, född 25 juni 1993 i London, är en brittisk skådespelare. Han bor i Hackney i London med sin australiska mamma, engelska pappa och sin yngre bror Archie.
Clark slog igenom som skådespelare 2005 med en huvudroll i filmen Oliver Twist, regisserad av Roman Polanski.
Sedan han var 6 år har han varit involverad i olika teateruppsättningar på "Anna Scher Teatern". Ett berömt teatersällskap i Islington, London.
År 2003, när han bara var 10 år, blev han erbjuden att gå med i de professionella klasserna på teatern.